# ويليام ديفيدسون
ويليام ديفيدسون (بالإنجليزية: William Davidson)‏ (1811 - 12 مايو 1894) هو لاعب كريكت بريطاني (وحمل سابقاً جنسية المملكة المتحدة لبريطانيا العظمى وأيرلندا). لعب مع نادي مارليبون للكريكت ‏.